# Classica di San Sebastián 1988
La Classica di San Sebastián 1988, ottava edizione della corsa, si svolse il 13 agosto 1988, per un percorso totale di 244 km. Fu vinta dall'olandese Gert-Jan Theunisse, al traguardo con il tempo di 6h09'36" alla media di 39,610 km/h.
Partenza a San Sebastián con 182 ciclisti, 159 dei quali portarono a termine il percorso.

## Ordine d'arrivo (Top 10)
| Pos. | Corridore           | Squadra            | Tempo    |
| ---- | ------------------- | ------------------ | -------- |
| 1    | Gert-Jan Theunisse  | PDM-Concorde       | 6h09'36" |
| 2    | Enrique Aja         | Teka               | s.t.     |
| 3    | Steven Rooks        | PDM-Concorde       | a 6"     |
| 4    | Marino Lejarreta    | Caja Rural-Orbea   | s.t.     |
| 5    | Andreas Kappes      | Toshiba            | a 37"    |
| 6    | Miguel Indurain     | Reynolds-Pinarello | s.t.     |
| 7    | Jesús Blanco Villar | Teka               | s.t.     |
| 8    | Raúl Alcalá         | 7 Eleven           | s.t.     |
| 9    | Ludo Peeters        | Superconfex-Yoko   | s.t.     |
| 10   | Michael Wilson      | Weinmann-La Suisse | s.t.     |